# Super Smash Bros. Brawl
Super Smash Bros. Brawl (大乱闘スマッシュブラザーズＸ Dairantō Sumasshu Burazāzu Ekkusu?, lit. «Gran estruendo de hermanos X») es un videojuego de lucha distribuido por Nintendo para la videoconsola Wii. Como la tercera entrega de la serie Super Smash Bros., la lista de personajes de Brawl se expande con respecto a la de su predecesor Super Smash Bros. Melee, y es el primer juego dentro de la serie en presentar personajes de franquicias externas a Nintendo, con la inclusión de Solid Snake de la serie Metal Gear de Konami, y Sonic de la serie Sonic the Hedgehog de Sega.

El logo oficial de la serie, usado para la Smash Ball.

Brawl fue anunciado personalmente en una conferencia de prensa anterior al E3 respectivo de 2004 por el director ejecutivo en jefe Satoru Iwata. Posteriormente en esa misma noche, se le propuso al director de los dos juegos de la serie Super Smash Bros. previamente lanzados, Masahiro Sakurai, que fuera el director del tercer título; este último aceptó el cargo. En octubre de 2005, cuando comenzó el desarrollo del juego, Nintendo ya había pedido la ayuda de varios desarrolladores externos para que trabajaran en una oficina en Tokio exclusiva para el desarrollo de Brawl. El desarrollo del juego comenzó en octubre de 2005 con un equipo que incluyó a miembros de Nintendo y de algunas third party. Después de varios retrasos por problemas técnicos, el juego fue finalmente lanzado en Japón el 31 de enero de 2008, el 9 de marzo de 2008 en Norteamérica, el 26 de junio de 2008 en Australia y el 27 de junio de 2008 en Europa. Veintisiete meses después del lanzamiento japonés, el juego fue lanzado en Corea del Sur, el 29 de abril de 2010.
Como sus predecesores, el objetivo de Brawl es expulsar al oponente fuera de la pantalla. Es un punto de partida de los tradicionales juegos de lucha, en particular en sus simplificados comandos para mover al jugador y el énfasis en tener que expulsar al contrincante del escenario en contra del formato clásico en este tipo de juegos: tener que vaciar la barra de energía del enemigo. Incluye un modo de un jugador más extenso que sus predecesores, conocido como El emisario subespacial. Este modo es un beat 'em up de scroll horizontal, que incluye escenas cinematográficas hechas por ordenador que protagonizan los personajes del juego. Brawl también incluye batallas multijugador de hasta cuatro jugadores, y es el primer juego de la franquicia en hacer uso de la Conexión Wi-Fi de Nintendo. El juego admite hasta cuatro mandos distintos, que son el mando de Wii con el Nunchuk, el mando de Wii individual, el mando clásico y el mando de GameCube.
Super Smash Bros. Brawl recibió de forma general críticas positivas, recibiendo elogios respecto a su capacidad para entretener, a pesar de las críticas relativas a sus tiempos de carga. Las melodías del juego, que fueron compuestas gracias a 38 compositores especializados en videojuegos, fueron elogiadas por su representación de distintas generaciones en la historia de los videojuegos. Recibió una calificación de un 93% en Metacritic y de un 92.75% en Game Rankings. Brawl fue calificado como el «Mejor videojuego de lucha del año» en 2008 por la Academy of Interactive Arts & Sciences. En 2010, el juego fue incluido como uno de los títulos del libro 1001 videojuegos a los que hay que jugar antes de morir, y también se considera uno de los mejores videojuegos jamás creados. A partir de 2023, es el octavo juego de Wii más vendido de todos los tiempos, con más de 13 millones de copias vendidas en todo el mundo. Le siguió Super Smash Bros. para Nintendo 3DS y Wii U en 2014.

## Sistema de juego

A diferencia de los juegos de lucha tradicionales, en Smash Bros. hay que aumentar el daño porcentual del enemigo para conseguir sacarlo del escenario.

Tras elegir entre una gran variedad de personajes, de dos a cuatro jugadores luchan en diferentes y variados escenarios mientras tratan de sacar a sus oponentes fuera del escenario. En vez de usar barras de energía, como la mayoría de los juegos de lucha, este juego presenta medidores de porcentaje. Estos medidores comienzan al principio en 0%, y se incrementan cuando los jugadores reciben daño, por medio de golpes, hasta un límite de 999%. A medida que el porcentaje del jugador va incrementando, este puede ser empujado más lejos con mayor facilidad. Cuando se es expulsado por completo del escenario y desaparece de la pantalla, pierde una vida o bien un punto, dependiendo del modo de juego en que se esté participando. Se puede jugar mediante el uso del Control Remoto Wii usado horizontalmente, el Control Remoto Wii en conjunto con el Nunchuk, el Mando Clásico, o el controlador de Nintendo GameCube, logrando un total de cuatro diferentes tipos de mandos. Brawl incluye una función que permite a los jugadores crear perfiles con configuraciones de botones personalizadas para cada tipo de mando, además de escoger su propio nombre de usuario, los cuales pueden guardarse en un mando de Wii.
Los personajes pueden pelear mutuamente usando una variedad de ataques distintos. Cada movimiento es ejecutado al presionar un botón, en conjunto con una inclinación del stick analógico o una presión de la cruceta del mando en alguna dirección, dependiendo del tipo de mando. Además de los ataques básicos, como puñetazos y patadas, también tienen acceso a ataques más poderosos, denominados Ataques Smash; además tienen cuatro movimientos especiales específicos, los que usualmente poseen un efecto único aparte de causar daño. Este juego en particular implementa la habilidad de realizar súper ataques únicos para cada jugador, llamados «Smash Final» (最後の切りふだ Saigo no Kiri Fuda?). Los «Smash Final» son significantemente más poderosos que los ataques normales, teniendo una gran variedad de efectos que van desde lanzamientos de proyectiles prácticamente imposibles de esquivar hasta transformaciones temporales. Estas habilidades pueden ser ejecutadas luego de destruir una Smash Ball, objeto que contiene el símbolo Smash Bros.. Cuando la Smash Ball ha sido completamente destruida por un personaje, este puede ejecutar un «Smash Final».
Durante las batallas se puede hacer uso de una gran cantidad de objetos, los cuales van desde proyectiles hasta armas de lucha. Cada objeto tiene un efecto diferente en los personajes que se encuentren alrededor de él. Si bien muchos objetos de los anteriores juegos Super Smash Bros. se incorporan de nuevo en este título, también hay algunos objetos nuevos. Algunos de los objetos que regresan han sido actualizados, cambiando sus apariencias y/o capacidades. Dos variedades de objetos, los Assist Trophies y las Poké Balls, temporalmente invocan a personajes invitados y Pokémon, respectivamente, los cuales generalmente ayudan al personaje que utilizó los objetos aunque no pueden ser controlados por los jugadores, y son generalmente invencibles pero temporales.

### Multijugador
Además del modo multijugador de Super Smash Bros. Brawl, presenta otros modos y opciones dentro del modo «Grupo» (みんなで Min'na de?, lit. "Todos"). El modo Special Melee del juego anterior regresa con el nombre de «Brawl Especial» (スペシャル乱闘 Supesharu Rantō?). En este modo, los jugadores pueden luchar en partidas con reglas especiales, con el fin de obtener un mayor nivel de personalización. En contraste con las opciones estándar, como «Melé Gigante» o «Melé Invisible», que estaban limitadas a solo una regla especial por partida, ahora los jugadores pueden seleccionar cuantas opciones quieran entre todas las existentes dentro de una sola partida. Otro de los modos que regresan desde Super Smash Bros. Melee, el modo «Torneo» (トーナメント Tōnamento?), que permite a los jugadores crear un torneo con rondas de eliminación directa, en el que pueden participar tanto oponentes humanos como CPUs. Una de las opciones multijugador incluidas en Brawl, y que anteriormente solo se encontraba dentro del modo «Torneo», es el modo «Rotación». Esta opción permite jugar hasta a 16 personas turnándose, cambiando a los ganadores o a los perdedores.

### Un jugador
Al igual que sus predecesores, Brawl incluye una gran variedad de modos diseñados para un jugador, incluyendo algunos que se retoman del juego anterior. Dentro del modo «Clásico» (シンプル Shinpuru?, lit. "Simple"), el jugador debe jugar una cierta cantidad de partidas generadas aleatoriamente, aunque existe un orden específico de aparición para cada serie. Cada partida presenta una arena o un oponente de una serie en particular, como The Legend of Zelda o Pokémon. Algunas de estas partidas tienen condiciones únicas para la batalla, como un oponente de metal, una batalla en equipo de dos contra dos o un enemigo con un tamaño sobrenatural y cuyo nombre está precedido por Maxi.
Tal como el juego anterior, Brawl incluye «Eventos» (イベント戦 Ibento-sen?, lit. "Eventos de Lucha"), los cuales son partidas especiales con condiciones de batalla predeterminadas. Estas condiciones incluyen el derrotar oponentes dentro de un límite de tiempo o usar únicamente un movimiento específico para golpearlos. Una nueva inclusión a este modo son los tres niveles de dificultad que tienen cada uno de los 41 eventos, los que llevan un registro de puntuaciones altas para cada uno. Además del conjunto normal de 41 eventos para un jugador, el juego incluye un conjunto de 21 eventos adicionales para dos jugadores.
De manera similar, tal como Melee, Brawl incluye minijuegos con objetivos específicos dentro del modo «Estadio» (競技場 Kyōgi-ba?). El modo «Béisbol Smash» (ホームランコンテスト Hōmu Ran Kontesuto?, lit. "Concurso de Home Run") es uno de estos minijuegos. Aquí, el jugador debe golpear un saco de arena con el fin de proporcionarle la mayor cantidad de daño posible dentro de un límite de tiempo de 10 segundos, y luego golpearlo con un bate de béisbol para enviarlo a volar lo más lejos posible. También regresa desde los juegos anteriores el minijuego «Dianas Smash» (ターゲットをこわせ！！ Tāgetto o kowase!!?, lit. "¡¡Destruye los blancos!!"), en el que el jugador debe destruir 10 blancos lo más rápido posible. A diferencia de las anteriores encarnaciones de este modo, los jugadores tienen acceso a cinco diferentes mapas con cualquier personaje, mientras que los juegos anteriores de la serie Super Smash Bros. presentan un mapa único para cada personaje. Además de esto, también es posible utilizar algunos objetos que se encuentran a lo largo del escenario. Siendo actualizados desde Melee, algunos minijuegos del modo «Estadio», que fueron actualizados respecto al juego anterior, presentan en este título una compatibilidad multijugador cooperativa o competitiva.
También el juego incluye el modo «Brawl Multitudinario» (組み手 Kumi-te?) donde, a diferencia de Melee, aquí los enemigos se llaman «Aleados» (ザコ Zako?, lit. "Formas extrañas"), tiene varios modos, como intentar vencer a 100 enemigos antes de caer eliminado o soportar 3 o 15 minutos en el escenario combatiendo contra los enemigos. Al igual que en «Béisbol Smash» y «Dianas Smash», también se puede participar en este modo con un segundo jugador para unir fuerzas en estos desafíos.

#### Modo historia:El emisario subespacial
Brawl incluye un nuevo modo «Aventura», titulado El emisario subespacial (亜空の使者 Akū no shisha?). Este modo presenta una historia común para todos los personajes, además de numerosos niveles de desplazamiento lateral y múltiples jefes con los cuales se debe luchar a lo largo del juego, como también videos que explican la historia del juego. El emisario subespacial también presenta a un nuevo grupo de antagonistas, llamado Subspace Army, los que son comandados por el Ministro antiguo (エインシャント卿 Einshanto Kyō?). Algunos de estos enemigos aparecieron en videojuegos anteriores de Nintendo, como Piranha Plant de la serie Mario y Porky Minch de la serie Mother, y un escuadrón de R.O.B.s, enemigos basados en hardware clásico de Nintendo, llamado Robotic Operating Buddy. El emisario subespacial incluye una gran cantidad de enemigos originales, como Roader, un uniciclo robótico, Bytan, una criatura cíclope con forma de bola que puede duplicarse a sí mismo si no se destruye rápidamente, y los Primids, enemigos que aparecen en diversas variaciones. A pesar de que originalmente es un modo de un jugador, El emisario subespacial tiene un modo multijugador cooperativo. Este modo presenta un mecanismo único para incrementar poderes, el cual se basa en el uso de las pegatinas coleccionables, las que pueden ser adheridas a la base de los trofeos de los personajes. Cada uno de los escenarios accesibles dentro de El emisario subespacial puede ser jugado en uno de cinco diferentes niveles de dificultad.
Al contrario de otros modos de juego, El emisario subespacial tiene un sistema de equipo para los personajes. El jugador comienza con un número limitado de individuos para elegir. El orden de los mismos puede ser modificado al gusto del jugador. Algunos personajes se unirán al equipo a medida que el juego vaya progresando, mientras que otros puede que dejen el equipo temporalmente. Cuando un personaje pierde una vida, otro personaje del equipo puede tomar su lugar hasta que el número de vidas, predeterminado para cada escenario, se agote.
Masahiro Sakurai aseguró que este modo sería aún más detallado que los modos de un jugador de los juegos Smash Bros. anteriores. Shigeru Miyamoto explicó que Sakurai siempre había querido realizar un modo de un jugador más profundo, pero él quiso que se focalizara la atención en los aspectos del modo multijugador, puesto que ya existían bastantes juegos de un jugador de este tipo. Con el tiempo de desarrollo que han tenido para Brawl, fueron finalmente capaces de crear ambos. Con el fin de crear una historia para el modo, Sakurai pidió ayuda a Kazushige Nojima, un redactor de historias famoso por su trabajo dentro de la serie Final Fantasy.

##### Argumento
La historia comienza con un enfrentamiento entre Mario y Kirby, mientras son observados por Peach y Zelda en el estadio y por Pit en el cielo. Después de la batalla, el estadio es atacado por criaturas oscuras lideradas por el Gran Maestro y por Petey Piranha, quien lanza a Mario fuera del estadio y captura a ambas princesas. Kirby derrota a Petey y salva a una de las princesas, pero Wario aparece y secuestra a la otra. Pit encuentra a Mario y ambos trabajan juntos para encontrar a quien está detrás de esto y detenerlo. Mientras tanto, en un bosque, Link y Yoshi son atacados por el Gran Maestro. Los dos lo persiguen también.
En la jungla, Donkey Kong y Diddy Kong recuperan sus bananas de unos ladrones, pero son emboscados por Bowser. Donkey Kong se sacrifica, lanzando a Diddy Kong lejos mientras él es capturado por Bowser. Diddy Kong luego es atacado por Raiquaza, pero es rescatado por Fox, quien accede a ayudarlo a encontrar a Diddy Kong. Bowser le reporta la captura de Donkey Kong a su aliado Ganondorf, quien en torno se la reporta a Master Hand, el aparente líder del grupo.
Mientras tanto, en un parque abandonado, Lucas está siendo perseguido por las criaturas oscuras, hasta que es rescatado por Ness y juntos las derrotan a todas y a Porky, quien los ataca. Sin embargo, el dúo es emboscado por Wario, quien logra capturar a Ness. Lucas vuelve a escapar y se topa con un Entrenador Pokémon, quien lo ayuda a perseguir a Wario para salvar a Ness. Mientras tanto, Luigi es emboscado por King Dedede, quien luego roba la nave de Wario, dejándolo sin sus trofeos capturados. King Dedede le pone a Luigi y Ness unas extrañas emblemas con un propósito desconocido.
Mientras tanto, Marth, Meta Knight, y Ike pelean juntos para defender un reino del Gran Maestro, mientras que Samus rescata a un Pikachu capturado de una base secreta, y ambos de adentran para encontrar al némesis de Samus, Ridley.
Kirby y la princesa que rescató son atacados por Bowser, quien toma a la otra princesa. Bowser luego manda a una copia siniestra a atacar a Mario y Pit o Link y Yoshi (dependiendo de quien fue capturada), lo cual genera una batalla entre los dúos. Sin embargo, King Dedede aparece y secuestra monetariamente a los derrotados, pero estos son liberados por Kirby. Mario, Link, Kirby, Yoshi y Pit hacen equipo y persiguen a King Dedede, llegando a su castillo. Sin embargo, Bowser ataca antes que ellos, y derrota a King Dedede, llevándose a la princesa capturada. Bowser accidentalmente deja caer uno de los emblemas de King Dedede, el cual Kirby se lleva, curioso por su propósito.
Lucas y el Entrenador Pokémon logran encontrar y derrotar a Wario, pero este había perdido a Ness hace un tiempo. Los dos se aventuran dentro de una cueva para recuperar los pokémon del entrenador, y son atacados por un robot gigante llamado Galeom. El dúo consigue derrotarlo, pero el robot detona una bomba antes de su destrucción, sin embargo, Meta Knight logra llegar a tiempo y salva a Lucas y el Entrenador, quienes se unen a él, Marth y Ike.
Diddy Kong y Fox son otra vez atacados por Bowser, pero logran evitar sus ataques con la ayuda del amigo de Fox, Falco. Fox y Falco dejan a Diddy Kong en la nave donde está Donkey Kong, que también fue abordada por Capitán Falcon y Olimar, los tres liberan a Donkey Kong, y forman equipo mientras la nave entra a la base. En esa misma base, Samus encuentra su traje robótico y ella y Pikachu luchan y derrotan a Ridley.
Meta Knight deja atrás su grupo cuando ve su nave encima de una montaña. Él hace equipo con Lucario para poder abordarla y recuperarla. El resto del grupo ayuda a los Ice Climbers cuando son atacados, pero todos son emboscados por criaturas oscuras, sin embargo, son rescatados por Mario, Link, Kirby, Yoshi, y Pit.
En la nave, Meta Knight y Lucario se encuentran con el infiltrado Snake. Los tres se adentran en la nave y liberan a Peach y Zelda. El grupo se encuentra que la nave fue tomada por múltiples copias de Mr. Game and Watch las cuales se fusionan para formar el monstruo Duon. Con la ayuda de Fox y Falco derrota a Duon y rescatan al verdadero Mr. Game and Watch.
Donkey Kong, Diddy Kong, Capitán Falcon, y Olimar se infiltran a la base donde se encuentran con Samus y Pikachu, y el grupo encuentra al Gran Maestro, el cual trabaja para Ganondorf. Comandado una armada de ROBs, Ganondorf ordena al Gran Maestro detonar todas las bombas que pueda. Sin embargo, esto significaría la muerte de los ROBs, el cual el Gran Maestro quiere. Esto lleva al Gran Maestro a traicionar a Ganondorf, revelándoselo como un ROB, y se une a los héroes. El grupo logra escapar y derrotar a Metal Ridley cuando este los persigue, y escapa de la base antes de ser destruida.
Todos los héroes se reúnen y viajan juntos al subespacio, donde Bowser y Ganondorf se dirigen. Ganondorf traiciona a Bowser y lo vuelve un trofeo para llevarse toda la gloria de Master Hand. Sin embargo, Master Hand es revelado como un títere de Tabuu, el verdadero líder del subespacio que manipuló a los villanos para cumplir sus planes. Ganondorf y Master Hand intentan derrotar a Tabuu, pero este los derrota fácilmente. Cuando llegan los héroes, Tabuu utiliza sus alas parar lanzar un super ataque que derrota a todos los héroes, volviéndolos trofeos.
En el castillo destruido de King Dedede, los emblemas hacen que Luigi y Ness sean liberados de sus trofeos. Ambos se dan cuenta de que King Dedede sabía de los planes de Tabuu, y sus capturas fue en verdad el rey, salvándolos del ataque de Tabuu. Luigi y Ness liberan a King Dedede y los tres entran al subespacio. Ahí encuentran a Bowser, quien se les une cuando descubre que fue manipulado todo el tiempo. Kirby, gracias a tener uno de los emblemas, también es liberado de su trofeo. Los 5 viajan por el subespacio, liberando a todos los héroes caídos. Link y Zelda liberan a Ganondorf, quien accede a trabajar con ellos para derrotar a Tabuu. Wario también es liberado y se une a los héroes una vez de enterarse de la amenaza. Después de encontrarlo en un gran laberinto, Tabuu prepara su ataque otra vez, pero es interceptado por Sonic, quien gracias a su velocidad, es capaz de esquivar el ataque y destruir las alas de Tabuu. Sonic se une a los héroes y los peleadores luchan juntos contra Tabuu. Tabuu es finalmente derrotado y todos los mundos capturados son regresados, el subespacio es destruido y todos los personajes pueden volver a sus hogares.

### Conexión Wi-Fi de Nintendo

El juego permite un gran abanico de posibilidades al conectar la consola a Internet.

Brawl permite a los jugadores pelear contra oponentes distantes mediante el uso de la conexión Wi-Fi de Nintendo, a no ser que sean de una población muy lejana al jugador, que en tal caso, la partida se verá afectada por el lag. Los juegos multijugador en línea pueden ser jugados ya sea con amigos registrados o con participantes escogidos al azar. Los sobrenombres de los jugadores serán mostrados dentro de los encuentros. Adicionalmente, también pueden conversar usando hasta cuatro frases que deben ser establecidas con anterioridad. Las cuatro frases corresponden a las poses de los personajes y aparecerán en burbujas de diálogo sobre ellos. Estos sobrenombres y frases no son mostrados durante los encuentros aleatorios. El modo «Espectador» permite a los jugadores presenciar partidas de jugadores que hayan habilitado la opción «Permitir espectadores», y apostar por el resultado de estas usando las monedas que se obtienen en el juego. El ganador de la apuesta recibe una gran cantidad de monedas. Mientras esperan a que comience un encuentro en línea, los jugadores pueden practicar luchando con el saco de arena usado en «Béisbol Smash», modo que también puede ser jugado a través del servicio, entre otros.
Además, es posible sacar fotos durante las batallas o en otros modos. Dichas fotos pueden ser enviadas a los amigos o a Nintendo por medio del modo en línea. El juego permite capturar vídeos del juego en ciertos modos, como «Brawl» y «Dianas Smash», y enviarlos a los amigos de la misma forma.

### Baúl
Desde Melee regresan una vez más los trofeos, estatuillas de personajes y objetos de videojuegos que pueden ser coleccionadas a lo largo del juego. Estos trofeos muestran un texto con una breve historia o descripción de lo que muestran. Un minijuego llamado «Lanzamonedas» reemplaza a la máquina de lotería de Melee como método principal para obtener trofeos. El «Lanzamonedas» es una máquina que utiliza monedas como proyectiles para dispararle a los trofeos y contrarrestar obstáculos, como misiles. Las monedas pueden también ser usadas para apostar al ganador de un encuentro en línea a través del modo «Espectador». Algunos trofeos que no están disponibles en el modo «Lanzamonedas» se pueden obtener al usar un objeto llamado Pedestal en enemigos o jefes debilitados dentro del modo de un jugador El emisario subespacial. Los trofeos obtenidos de esta forma pueden contener información acerca de la historia del juego.
Además de los trofeos, los jugadores pueden también coleccionar pegatinas de videojuegos. Los jugadores pueden colocar las pegatinas y los trofeos en pequeños escenarios virtuales, como también sacar fotos, las cuales pueden ser enviadas a otros jugadores a través de la conexión Wi-Fi de Nintendo. Las pegatinas pueden también ser adheridas a los personajes para incrementar sus habilidades dentro de El emisario subespacial. También se pueden coleccionar CD, los que ofrecen nuevas elecciones musicales para los escenarios.
Algunas de las pegatinas o trofeos que no pueden ser obtenidos mediante el minijuego «Lanzamonedas», El emisario subespacial o partidas multijugador pueden ser desbloqueados por medio del menú «Desafíos», un modo interactivo que esconde elementos y objetos secretos dentro de algunas ventanas cuadriculadas. Una vez que una ventana ha sido quebrada y su contenido ha sido desbloqueado, las ventanas horizontalmente adyacentes a ella muestran las condiciones necesarias para desbloquear sus contenidos. Este sistema es similar a la lista de verificación presente en el juego de Nintendo GameCube Kirby Air Ride.
| Original Japanese SNES | Original U.S. SNES | Original PAL SNES |
| NES                    | SNES               | Nintendo 64       |

Brawl contiene versiones de demostración de títulos clásicos de Nintendo dentro del modo «Clásicos», permitiendo a los jugadores revivir momentos decisivos en el pasado de cada uno de los personajes. Estos títulos utilizan la tecnología de la Consola Virtual para emular hardware clásico. Estas versiones de demostración tienen límites de tiempo que van desde 30 segundos hasta 5 minutos, y algunas incluso utilizan puntos de guardado para permitir al jugador seleccionar un determinado escenario o nivel. En conjunto con el modo «Clásicos», otra de las adiciones es la inclusión del modo «Ludografía», una biblioteca de títulos anteriores de Nintendo donde se encuentran listas de juegos ya sea hechos o distribuidos por Nintendo en todos sus sistemas (desde el Game & Watch hasta la Wii). Aparecerán nuevos títulos una vez que se desbloqueen ciertos personajes, trofeos o pegatinas relacionadas al juego.

## Personajes controlables
Super Smash Bros. Brawl incluye 40 jugadores controlables, y algunos tienen la habilidad de transformarse en formas alternativas con diferentes movimientos y estilos de juego. Dicho reparto incluye a varios que regresan desde Super Smash Bros. Melee, además de una gran variedad de personajes nuevos. Algunos de los mismos que regresan han sido actualizados, algunos eliminados o rediseñados desde su última aparición en un videojuego, ya sea en términos de apariencia, capacidades de pelea, o ambos. Por ejemplo, Link y Fox, han sido modificados para poseer una apariencia más actual, llegando a cambiar al Young Link de The Legend of Zelda: Ocarina of Time por el Toon Link de The Legend of Zelda: The Wind Waker, o Mewtwo por Lucario, ambos de los juegos de Pokémon, mientras que Samus ha ganado la habilidad de cambiar a una forma completamente nueva; Zero Suit Samus. Todos ellos tienen nuevas habilidades y transformaciones.
Algunas series aparecidas previamente en otros juegos de la serie han obtenido más representación en Brawl. Diddy Kong de la serie Donkey Kong e Ike de Fire Emblem aparecen por primera vez dentro de la serie Smash Bros.. Otros personajes nuevos son los primeros en representar sus series. Entre estos se encuentran Pit, quien representa a la serie Kid Icarus por primera vez desde el juego para Game Boy lanzado en 1991 llamado Kid Icarus: Of Myths and Monsters y Wario, de las series de Nintendo WarioWare y Wario Land quien además es un antagonista casual de Mario. Solid Snake, el personaje principal de la franquicia Metal Gear de Konami, y de Sonic de Sega, ex –rival de Nintendo, son los primeros personajes third-party en hacer una aparición en un juego Smash Bros.

## Escenarios
Los escenarios de Brawl están basados generalmente en los estilos de los escenarios de anteriores entregas de Super Smash Bros. Hay desde plataformas flotantes hasta áreas movedizas donde el jugador ha de mantenerse dentro para poder seguir jugando. Cada escenario tiene un límite que el personaje no puede sobrepasar, o el personaje quedará «KO», perdiendo una vida o un punto, dependiendo del modo de juego.
Brawl contiene 41 escenarios disponibles, 29 de los cuales se encuentran accesibles desde el principio. Algunos escenarios sufren cambios a la hora del juego, como un cambio de la noche al día, o cambios de estaciones. Un escenario basado en la serie Animal Crossing incluye eventos especiales dependiendo de la fecha y la hora de juego. Una mecánica de juego de estilo ambiental aparece en este juego, como un terreno destructible y una capacidad para flotar. A diferencia de sus predecesores, Brawl incluye escenarios basados en juegos de third parties, como Metal Gear Solid, inspirado en el nivel Isla Shadow Moses y Sonic the Hedgehog, inspirado en el primer nivel de su primer juego: "Green Hill Zone", donde aparecen Tails, Knuckes, Silver e incluso el Salvapartidas. El juego también incluye escenarios traídos de su predecesor, Super Smash Bros. Melee.
Brawl permite al jugador crear sus propios escenarios para utilizarlos en el juego en el modo «Editor de escenarios». Los jugadores pueden guardar sus creaciones en una tarjeta SD o en la memoria interna de la propia consola. Mediante la Conexión Wi-Fi de Nintendo, los jugadores pueden mandar sus escenarios a sus amigos, o a Nintendo, para recibir un escenario nuevo de forma diaria por el servicio, pero este servicio quedó inoperativo desde el 30 de junio de 2009.

## Desarrollo

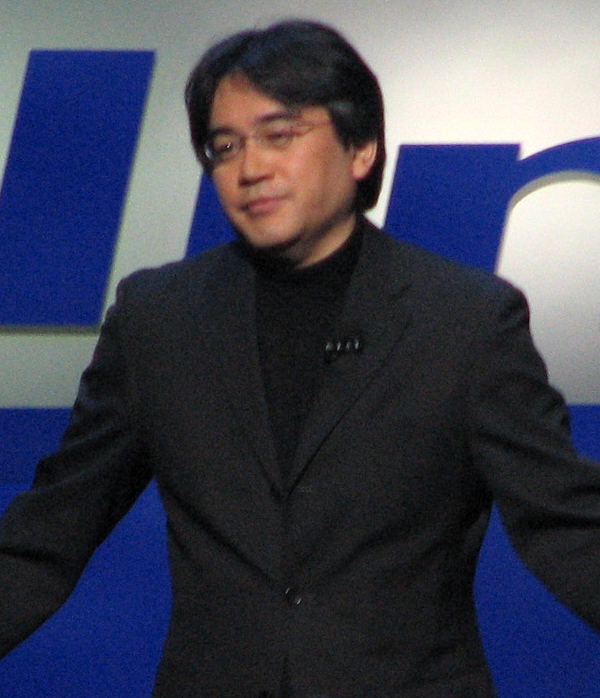
Satoru Iwata anunció el desarrollo de Super Smash Bros. Brawl en una conferencia de prensa pre-E3 2005.

Durante una conferencia de prensa pre-E3 2005 el 17 de mayo de 2005, el presidente de Nintendo, Satoru Iwata, anunció que el nuevo título de la serie Super Smash Bros. no solo se encontraba ya en desarrollo para su siguiente videoconsola, sino que también sería un título de lanzamiento para la Wii con compatibilidad Wi-Fi para poder jugar en línea. El anuncio tomó por sorpresa a Masahiro Sakurai, creador de la serie Super Smash Bros. En 2003, Sakurai abandonó HAL Laboratory, la compañía que estaba a cargo del desarrollo de la franquicia. Él no fue informado de las intenciones de Nintendo de lanzar un nuevo juego Smash, a pesar del hecho de que Iwata le había dicho a Sakurai poco antes de su renuncia a HAL que si un nuevo juego Smash llegara a desarrollarse, él quería que Sakurai estuviera a cargo como director nuevamente. No fue sino hasta después de la conferencia que Sakurai fue llamado a la habitación de hotel de Iwata, donde se le pidió que estuviera a cargo en la producción del nuevo título, en lo posible como director. Sakurai aceptó el cargo de director, y el desarrollo del juego comenzó en octubre de 2005, cuando Nintendo abrió una nueva oficina en Tokio únicamente destinada para su producción. Nintendo también solicitó ayuda externa de varios estudios de desarrollo, principalmente de Game Arts. Sakurai declaró que la gente que desarrolló el juego había pasado excesivas cantidades de tiempo jugando Super Smash Bros. Melee. Este equipo de aproximadamente 100 personas tuvo acceso a todo el material y las herramientas originales del desarrollo de Melee, cortesía de HAL Laboratory. Además, muchos de los miembros del equipo de desarrollo Smash Bros. que residen cerca del área de la nueva oficina se unieron al desarrollo del proyecto.
El juego no estuvo presente en la presentación de Nintendo para la Wii durante la conferencia de prensa pre-E3 2006. Al día siguiente, el 10 de mayo de 2006, durante la E3, el primer tráiler oficial del juego fue revelado, y luego, durante la conferencia de prensa After-Hours, Nintendo reveló el juego oficialmente bajo el nombre de Super Smash Bros. Brawl. En una entrevista con IGN, Sakurai dijo que las capacidades de detección de movimiento de la Wii podrían no ser incluidas, porque «Consideramos que el hecho de tratar de implementar muchas funcionalidades de detección de movimiento podría entrometerse en el camino del juego». Con respecto a jugar usando la conexión Wi-Fi de Nintendo, Sakurai declaró que inicialmente su plan era incluir compatibilidad con conexión Wi-Fi y funcionalidad en línea. Incluso dijo que «Una de las primeras razones por las que Brawl fue creado fue que Nintendo, al lograr que la Wii tuviera funcionalidad en línea, quería lo mismo para Smash Bros.». Sin embargo, se ha declarado en la versión antigua del sitio web japonés de Smash Bros. que «Habría demasiados abismos que cruzar», por lo que un sistema de ranking en línea no es algo que pueda esperarse. Además, dijo que un sistema de clasificación en línea es poco probable que deba aplicarse. Durante un juego de prueba entre Sakurai e Hideo Kojima, este último señaló que el juego se veía ya bastante completo y que Nintendo «Podría lanzarlo ahora mismo y vendería millones de copias». A partir del 22 de mayo de 2007 y hasta el 14 de abril de 2008 el sitio tuvo actualizaciones todos los días entre lunes y viernes. Entre el 18 y 22 de octubre de 2007, durante la primera exposición Entertainment for All en Los Ángeles, California, Nintendo exhibió una versión demo de Brawl (siendo la primera vez que se tuvo la oportunidad de jugar al título previo a su lanzamiento) que pudo ser jugada por los asistentes al evento, calificado como «de lo mejor del evento» por GamePro.
Durante la conferencia de prensa de Nintendo en la E3 2007, el presidente de Nintendo of America, Reggie Fils-Aimé, anunció que Brawl sería lanzado el 3 de diciembre de 2007 en Norteamérica (y luego distribuido a todo el continente). Sin embargo, solo dos meses antes de su anticipado lanzamiento en diciembre, el equipo de desarrollo pidió más tiempo para trabajar en el juego. Durante la Nintendo Conference el 10 de octubre de 2007, el presidente de Nintendo, Satoru Iwata, anunció el retraso.

Para poder convertir Super Smash Bros. Brawl en un juego fundamental, hemos visto que necesitamos más tiempo para concluir la producción. Pedimos disculpas para aquellos que estaban esperando de forma ansiosa por el lanzamiento, que se demora hasta el 24 de enero de 2008 en Japón. Revisaremos la fecha del lanzamiento del juego en América y nuestras subsidiarias harán sus propios anuncios.
Satoru Iwata, presidente de Nintendo

El 11 de octubre de 2007, George Harrison de Nintendo of America anunció que Brawl sería lanzado el 10 de febrero de 2008, en América. El 15 de enero de 2008, el lanzamiento del juego fue retrasado una semana en Japón al 31 de enero y casi un mes en América al 9 de marzo. El 24 de abril de 2008, Nintendo of Europe confirmó que Brawl sería lanzado en Europa el 27 de junio. Del mismo modo, Nintendo of Australia anunció el 15 de mayo de 2008, que el juego sería lanzado en esa región el 26 de junio.

### Cuestiones técnicas
Brawl usa un disco de doble capa debido a la gran cantidad de datos que almacena el DVD de juego. Nintendo ha comprobado que algunas consolas pueden tener dificultades a la hora de leer el CD debido a un lector sucio. Nintendo ofrece una reparación gratuita a la gente que sufre estos problemas, o en su caso comprar un limpiador oficial de Nintendo para la lente.

### Música
El 22 de mayo de 2007, Sakurai reveló una lista de 36 compositores que proveerían de música al juego, entre ellos Nobuo Uematsu. Sakurai afirmó que le pidió a los compositores, quienes provienen de una gran variedad de compañías y que han escrito música para juegos first-, second- y third-party, «que escucharan una selección de la mejor música de Nintendo y que hicieran arreglos de sus canciones favoritas». Los distintos escenarios del juego tienen múltiples pistas de música, las cuales pueden ser escuchadas por los jugadores mediante el uso del modo «Mi Música», incluyendo canciones que fueron directamente sacadas de su juego original, sin ninguna modificación. Este modo permite al jugador seleccionar la frecuencia con la que una canción puede aparecer dentro de un escenario. Algunas de las canciones deben ser obtenidas durante el juego. El tema principal del juego es una canción original cantada en latín, de la cual derivan muchas canciones originales del juego, compuesta por el compositor de Final Fantasy, Nobuo Uematsu.

### Inclusión de personajes
Sakurai declaró originalmente que tal vez no quería poner mucho énfasis en personajes exclusivos de Japón. Sin embargo, luego de reflexionar acerca de cómo la inclusión de Marth y Roy en Melee llevó al lanzamiento internacional de la anteriormente exclusiva serie Fire Emblem, Sakurai expresó un mayor interés en incluir personajes exclusivos de lanzamientos de Japón. Sakurai declaró también que los personajes third-party no llegarían a ser más de dos, sin contar a Snake. La inclusión del personaje creado por Konami, Solid Snake, parece tener un conflicto con el paradigma de Super Smash Bros.—solo incluir personajes de juegos hechos por Nintendo y sus second-parties—pero Sakurai dijo que el creador de Metal Gear, Hideo Kojima, prácticamente le rogó que Snake fuera incluido en Super Smash Bros. Melee; esto no ocurrió debido a que la producción del juego en ese entonces se encontraba demasiado lejos en cuanto a desarrollo. Sin embargo, dicha situación llevó a su aparición en el siguiente juego, aunque en un principio no se pensó incluirlo en Brawl, Kojima siguió haciendo peticiones a Sakurai para incluir a Snake en el juego, cosa que finalmente sucedió. De manera similar, la aparición del personaje (ahora controlable) Lucas del juego Mother 3 fue planeada para Melee, pero la idea fue rechazada debido al retraso de dicho juego.
Se les pidió a los fanáticos japoneses que enviaran, mediante el foro del sitio oficial japonés, los nombres de los personajes y los temas musicales que querían que aparecieran en el juego. De forma similar, fanáticos de otros países fueron llamados a enviar ideas en los foros oficiales de Nintendo.
A partir del 9 de junio de 2006, las sugerencias dejaron de ser tomadas en cuenta. En agosto de 2006, Sakurai y Miyamoto dieron a conocer el hecho de que Nintendo estaba negociando los derechos para incluir a otros personajes third-party. Sonic the Hedgehog, de Sega, fue el personaje third-party más solicitado, y su inclusión en Brawl fue anunciada el 10 de octubre de 2007. El cocreador de la serie Sonic, Yūji Naka, pidió que Sonic se incluyera en Melee, pero Sonic no pudo implementarse debido a limitaciones de tiempo.
Durante el desarrollo de Brawl, Sakurai reveló que inicialmente consideró agregar Miis como luchadores jugables. Sin embargo, debido a las preocupaciones de que los Miis no serían personajes lo suficientemente interesantes y que podrían usarse para el acoso en línea, Sakurai tuvo que decidir no hacerlo. Los Miis luego se integrarían a la serie como personajes jugables en Super Smash Bros. para Nintendo 3DS y Wii U.

## Doblaje
Este es el primer videojuego de Super Smash Bros. con doblaje en español.
| Personaje          | Actor de voz     | Actor de voz  | Actor de voz   |
| Personaje          | Japonés          | Inglés        | Español        |
| Comentarista       | Pat Cashman      | Pat Cashman   | Carlos Lobo    |
| Lucario            | Daisuke Namikawa | Bill Rogers   | Carlos Lobo    |
| Entrenador Pokémon | Tomoe Hanba      | Michele Knotz | Isabel Navarro |

## Recepción

### Comercial
Super Smash Bros. Brawl ha tenido unas ventas exitosas. En los Estados Unidos, el juego vendió 874 000 unidades el día del lanzamiento y 1,4 millones de unidades en su primera semana siendo el juego más rápidamente vendido de la historia de Nintendo de América, de acuerdo a la empresa. De acuerdo con el Grupo NPD, fue el quinto juego más vendido en marzo de 2008 en Canadá y los Estados Unidos, vendiendo 200.000 y 2,7 millones de unidades, respectivamente; el juego es el más vendido en Canadá de 2008 al 1 de abril del mismo año. El analista Jesse Divnich atribuyó las grandes ventas del juego en Estados Unidos por su cumplimiento de «las necesidades de los mercados informales, sociales, y los que están por debajo de los 13 años de edad». En su lanzamiento en las zonas PAL, Brawl alcanzó el número uno en las listas de ventas europeas y australianas. De acuerdo al grupo NPD, GfK, Chart-Track y Enterbrain, el juego ha vendido 3,539 millones de unidades en los Estados Unidos, 213.000 en el Reino Unido, y 1,681 millones en Japón, para un total de 5,433 millones de juegos al 1 de agosto de 2008. También es el quinto juego mejor vendido en Japón en 2008, vendiendo 1.747.113 copias. Fue el cuarto juego mejor vendido de 2008, vendiendo 4,17 millones de copias.

### Respuesta de la crítica
Brawl ha recibido muchas críticas positivas. Los editores de Famitsu, quienes le dieron una puntuación perfecta, alabaron la variedad y gran extensión del modo de un jugador, la impredictibilidad de los «Smashes Finales» y los dinámicos estilos de lucha de los personajes. Chris Slate de Nintendo Power también le dio a Brawl una puntuación perfecta en la edición de marzo de 2008, clasificándolo como «uno de los mejores juegos que Nintendo ha creado». GameSpot alabó la simplicidad del juego, declarando que «sus simples controles y formas de juego lo hacen considerablemente accesible para principiantes, y a la vez atractivo para los veteranos de Smash Bros.» GameTrailers alabó la cantidad de contenido que le da al juego «un poder de mantenerse en el tiempo que pocos juegos poseen». Eurogamer elogió la capacidad del juego para permanecer siendo divertido tanto en el modo de un jugador como en el multijugador, mientras dice que «su objetivo es el que te mantiene jugando hasta entrada la madrugada, permitiéndote aguantar jugando hasta que todo el mundo se haya ido a casa». Game Revolution aclamó la BSO de Brawl como «espectacular... que abarca una gran franja en la historia de los videojuegos». Game Informer destacó en Brawl «un equilibrio finamente afinado, las mecánicas de lucha, y los modos multijugador locales». Edge concluyó que, mientras los anteriores juegos de Smash Bros. habían sido «ridiculizados por apretar botones», Brawl incluye «uno de los sistemas más duraderos, innovadores y astutos de cualquier luchador».
El crítico de IGN, Matt Casamassina, declaró que a pesar de que Brawl es «completamente entretenido», sufre de «largos tiempos de carga» y «enemigos con poca inspiración» en el modo El emisario subespacial. La crítica también dio una respuesta mixta con respecto a la calidad de sus gráficos y los describió como una «versión mejorada de Super Smash Bros. Melee» con mejores modelos de personajes y escenarios que «carecen de detalles en algunas áreas». GameSpy dijo que los gráficos se ven «como el juego de GameCube». Mitchell Saltzman de Gameworld Network se sintió decepcionado por la falta de «estadísticas de seguimiento, chat de voz, y sobre todo un ambiente libre de lag» en el modo en línea. Matthew Castle de NGamer apunta a la falta de innovación de la franquicia, diciendo que «Smash Bros. se arriesga a crecer de un modo muy familiar. Nunca llega a decepcionar, pero no logra esa magia que tuvo Super Mario Galaxy». El exeditor de GameSpot Jeff Gerstmann dio al juego una calificación de 4 de 5 estrellas en Giant Bomb, diciendo que los jugadores que no están tan interesados en la historia de Nintendo «probablemente no entenderán en un principio el porqué de tanto alboroto». 1UP.com, sin embargo, aconsejó que Brawl no se dirige exclusivamente a los jugadores profesionales, ya que ofrece «una curiosa diversión para jugadores desinteresados».
Brawl ganó diversos premios en la categoría de juegos para Wii en los premios del videojuego de IGN del año 2008, incluyendo «Mejor juego de lucha», «Mejor juego multijugador local» y «Mejor partitura original». También fue nominado para otros premios de Wii, incluyendo «Mejor tecnología de gráficos», «Mejor uso de sonido», «Mejor juego multijugador en línea» y «Juego del año». El juego también consiguió el galardón de «Mejor juego de lucha» en los premios al mejor juego del año del año 2008 de GameSpot. El juego consiguió el quinto lugar en la lista de la Official Nintendo Magazine sobre los 100 mejores juegos de Nintendo de la historia. En Nintendo Power, fue calificado como el quinto mejor juego lanzado en los años 2000 para una consola de Nintendo.

## Legado
Brawl es un juego de consola que se puede modificar de forma inusual debido al exploit "Smash Stack" que se encuentra en el generador de niveles integrado del juego cuando se cargan niveles desde una tarjeta SD. En lugar de los datos de los niveles, se puede insertar un programa especializado en la tarjeta SD que hace que el generador no se pueda usar mientras esté presente, pero permite cargar parches creados por fans desde la tarjeta sobre los datos del disco del juego. Estos parches van desde simples aspectos de personajes y ajustes de equilibrio hasta modificaciones más complejas, como personajes adicionales y niveles adicionales más complejos de lo que permite el generador de niveles interno.
En 2011, un equipo de jugadores competitivos de Super Smash Bros., conocidos colectivamente como Project M Back Room (PMBR), comenzó el desarrollo de un mod de Brawl titulado Project M. El proyecto fue diseñado para rediseñar Brawl para que se pareciera más a su predecesor, Super Smash Bros. Melee, en respuesta a las quejas sobre la física de Brawl, el juego de ritmo más lento, el uso de elementos de azar y la mecánica de ciertos ataques en comparación con Melee. El mod reequilibra cada uno de los personajes jugables de Brawl, agrega nuevos disfraces de personajes y modos de juego, y agrega los personajes Mewtwo y Roy, que estaban presentes en Melee pero se omitieron de la lista de Brawl. El mod recibió elogios de muchos críticos y fanáticos, y la demostración "Versión 3.0" había recibido más de 300.000 descargas en febrero de 2014. El proyecto cesó su desarrollo el 1 de diciembre de 2015.
En 2019, un nuevo equipo de desarrolladores creó Project+, descrito como un "sucesor espiritual" de Project M.